# Miersig, Bihor
Miersig este un sat în comuna Husasău de Tinca din județul Bihor, Crișana, România.

## Date geografice
Localitatea este situată într-o zonă de câmpie, care îi poartă numele (Câmpia Miersigului). 

## Demografie
Are o populație de circa 189 de locuitori, majoritatea vârstnici ocupându-se cu agricultura.

## Obiective turistice
- Lacul piscicol de la periferia localității.

 Acest articol despre o localitate din județul Bihor este deocamdată un ciot. Puteți ajuta Wikipedia prin completarea lui.